# 141 v. Chr.
Portal Geschichte | Portal Biografien | Aktuelle Ereignisse | Jahreskalender | Tagesartikel

◄ |
3. Jahrhundert v. Chr. |
2. Jahrhundert v. Chr. |
1. Jahrhundert v. Chr. |
►

◄ | 160er v. Chr. | 150er v. Chr. | 140er v. Chr. | 130er v. Chr. |
120er v. Chr. |
►

◄◄ | ◄ | 144 v. Chr. | 143 v. Chr. | 142 v. Chr. | 141 v. Chr. |
140 v. Chr. |
139 v. Chr. |
138 v. Chr. |
► |
►►
Staatsoberhäupter

## Ereignisse
- Publius Mucius Scaevola ist Volkstribun der Römischen Republik.
- Die seleukidische Besatzung Jerusalems wird durch den Hohepriester und Fürsten Simon vertrieben.
- Die Römer befehden die Skordisker (Siedlungsgebiet an der Donau und der Save) ohne Erfolg.
- Babylon wird durch die Parther unter Mithridates I. erobert.
- Nach dem Tod von Hàn Jǐngdì folgt ihm sein Sohn Liu Che unter dem Namen Hàn Wǔdì auf den Thron als Kaiser von China aus der Han-Dynastie. Er übernimmt einen zentralisierten und politisch gefestigten Staat.

## Geboren
- um 141 v. Chr.: Antiochos VIII., König des Seleukidenreiches († 96 v. Chr.)

## Gestorben

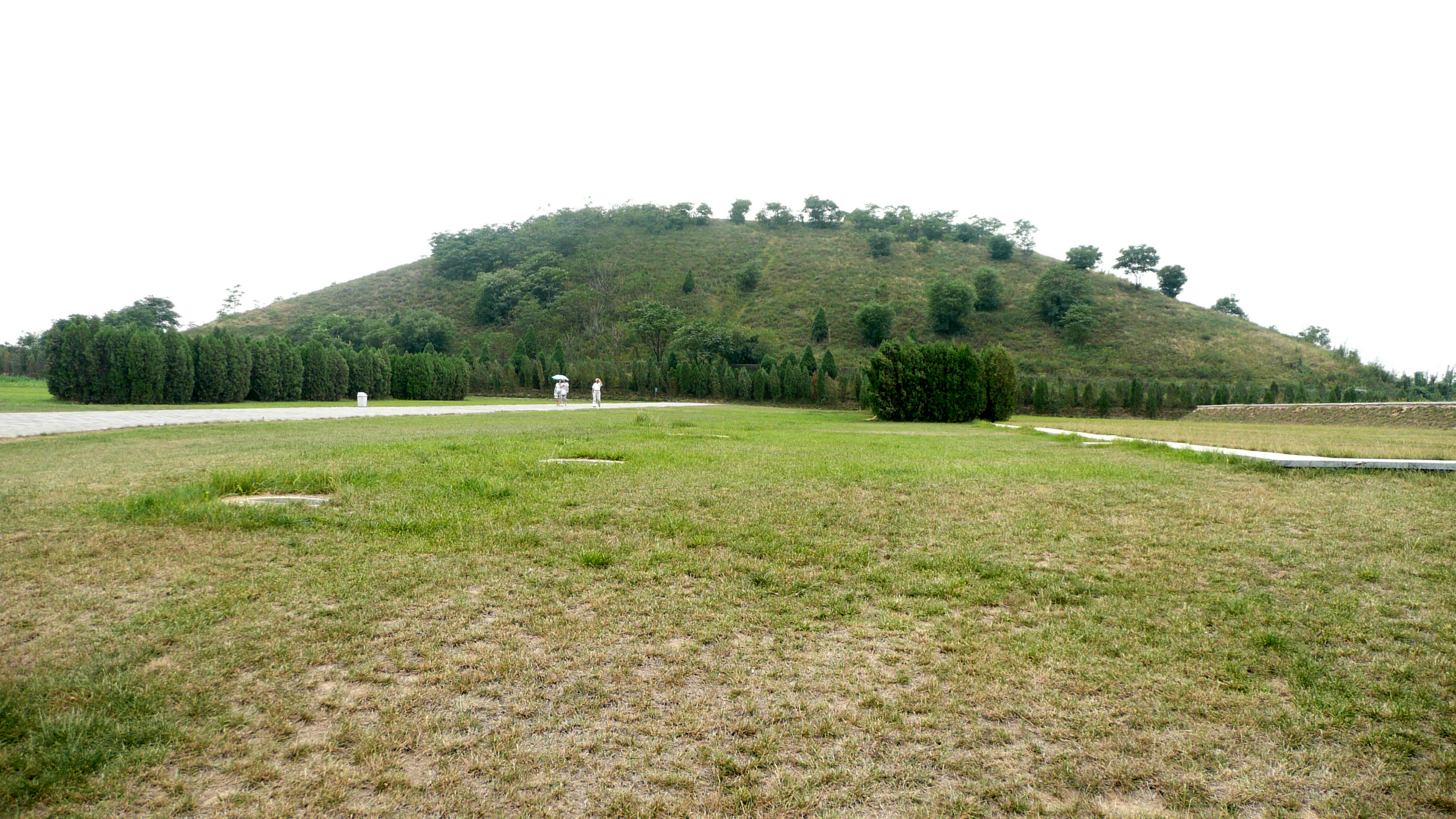
Han Yang Ling - Mausoleum von Jingdi

- Han Jingdi, chinesischer Kaiser (* 188 v. Chr.)
- Publius Cornelius Scipio Nasica Corculum, römischer Politiker